# Arthur Housman
Arthur Housman, född 10 oktober 1889 i New York, död 8 april 1942 i Los Angeles, var en amerikansk skådespelare.
Housman fick ofta spela berusade roller i över 300 filmer i Hollywood, bland annat i några filmer med Harold Lloyd och komikerduon Helan och Halvan. Han medverkade även i den trefaldigt Oscarsbelönade filmen Soluppgång regisserad av F.W. Murnau från 1927.
Housman led av lika mycket alkoholproblem i verkligheten som i sina filmroller, och han avled i lunginflammation 1942.

## Filmografi (i urval)
- 1920 – The Flapper
- 1927 – Soluppgång
- 1928 – Den sjungande narren
- 1930 – Fötterna först
- 1932 – Filmflugan
- 1932 – På nattkröken
- 1933 – Lady Lou
- 1934 – Med spöken i lasten
- 1935 – Greppet direkt
- 1936 – Bröder i kvadrat
- 1939 – Vi fara till Sahara[6]
- 1940 – En dag i vilda västern[7]